# Christopher Steele
Christopher David Steele (Aden, Staat Aden, 24 juni 1964) is een voormalige Britse geheim agent en directeur van een privaat inlichtingenbureau.
Steele werd in januari 2017 bekend als auteur van een dossier over Russische connecties van president-elect Donald Trump van de Verenigde Staten.

## Afkomst en opleiding
Steele werd geboren in Aden, in de Zuid-Arabische Federatie. Zijn vader diende bij de strijdkrachten van het Verenigd Koninkrijk. Hij groeide op in Surrey bij Londen en bezocht het Girton College van de Universiteit van Cambridge. Tijdens zijn tijd in Cambridge schreef hij voor het studentenblad Varsity.
In 1986 zat hij als president de debatvereniging de Cambridge Union Society voor. Zijn tegenhanger in de Oxford Union Society was voormalig burgemeester van Londen en voormalig minister van Buitenlandse Zaken Boris Johnson. In hetzelfde jaar studeerde hij af in sociale en politieke wetenschappen.

## Loopbaan
Na zijn studie trad Steele in dienst bij de Britse inlichtingendienst MI6 en werkte daar circa 20 jaar. In 1998 werd hij overgeplaatst als Eerste secretaris naar de ambassade in Parijs. In 1999 werd hij voor MI6 in Moskou gestationeerd. In verband daarmee werd hij met 114 personen in een DSMA-Notice (Defence and Security Media Advisory Notice) afgeschermd voor publieke bekendheid.
Na het verlaten van MI6 stichtte hij samen met Christopher Burrows, net als hij een voormalige agent van de MI6, in 2009 het commerciële inlichtingenbureau Orbis Business Intelligence Ltd., gevestigd aan de Grosvenor Gardens nabij Buckingham Palace.
Medio 2017 werden de Britse media opnieuw in een DSMA-Notice gevraagd de naam van Steele niet te noemen.
Na de publicatie van het dossier over Donald Trump dook hij onder.
Steele geniet bij zijn voormalige Amerikaanse en Britse collega's een uitstekende reputatie en geldt bij Amerikaanse overheidsinstanties zonder meer als geloofwaardig.

## Onderzoeken

### Toekenning WK voetbal
In 2009 stelde de Engelse voetbalbond FA zich kandidaat als gastland voor het wereldkampioenschap voetbal van 2018. In het kader van de voorbereiding op de uitverkiezing huurde het comité van voorbereiding onder andere bureau Orbis in om informatie over de andere concurrenten te verkrijgen.
Na bekendmaking van de beslissingen ontmoette Steele onderzoekers van de Eurasian Organized Crime Unit van de FBI, die onderzoek deden naar corruptie binnen de FIFA. De inlichtingen van Steele zouden volgens berichten van verscheidene media eraan hebben bijgedragen dat arrestatiebevelen tegen FIFA-functionarissen konden worden uitgevaardigd. Na aanhouding konden zij vervolgens worden uitgeleverd aan de Amerikaanse justitiële instanties.

### Trump-dossier
Op 10 januari 2017 publiceerde BuzzFeed een dossier van Steele dat zou bewijzen dat de Russische regering Trumps verkiezingscampagne gesteund hebben. Bovendien zouden Russische overheidsinstanties beschikken over kompromat, d.w.z. bewijzen van compromitterend gedrag van Trump, waarmee ze hem kunnen chanteren., dat weliswaar voor zijn beweringen geen bewijzen overlegt, maar wereldwijd groot opzien baarde. Van alle beweringen in het rapport is echter nooit iets bewezen.
- Library of Congress Control Number: no2019182426
- Virtual International Authority File: 2182157643207338590003